# خطی در افق نیست
«خطی در افق نیست» (به انگلیسی: No Line on the Horizon) آلبومی از یوتو است که در ۲۷ فوریه ۲۰۰۹ منتشر شد.